# Kute Pangguh
Kute Pangguh is een bestuurslaag in het regentschap Aceh Tenggara van de provincie Atjeh, Indonesië. Kute Pangguh telt 477 inwoners (volkstelling 2010).